# Sampzon
Sampzon (prononcer « Sanzon » [sɑ̃zɔ̃]) est une commune française située dans le département de l'Ardèche, en région Auvergne-Rhône-Alpes, dans la région du Bas-Vivarais.
Ses habitants se nomment les Sampzonnais.

## Géographie

### Situation et description
Sampzon est situé en rive droite de la rivière Ardèche, au sud de la confluence du Chassezac qu'il partage avec la commune de Saint-Alban-Auriolles au nord.
La commune est limitée au nord, est et sud-est par l'Ardèche sur environ 5,7 km, au sud par la ligne de crêtes des Costes du Moure Frey, à l'ouest par les Côtes de la Serre de Pinet et au nord-ouest par le Chassezac sur environ 1 km,.
Avec la présence de l'Ardèche et du Chassezac, l'autre trait physique remarquable de la commune est le Rocher de Sampzon. Il n'a que 381 mètres d'altitude mais sa silhouette unique en table inclinée et sa relative isolation en font un repère visuel évident et un superbe belvédère d'observation. Accroché à 300 m d'altitude sur son flanc nord, le vieux village surplombe l'Ardèche de plus de 200 mètres. Le contrefort nord-est du Rocher force la rivière à s'écarter de sa direction en une longue boucle vers l'est. Cependant le point culminant de la commune n'est pas le Rocher mais un sommet de la crête des Costes situé à la pointe sud de la commune, au point de rencontre avec les communes de Salavas au sud-est et Grospierres au sud-ouest, au fond du vallon du ruisseau de Cruzières (465 mètres).
La moitié environ du territoire de la commune est couverte de bois. Des champs sont encore présents dans les vallées, à côté des nombreux campings en bord de commune le long des deux rivières principales : neuf campings sont implantés sur la commune, soit environ 1 200 placements, dont 70 % en zones inondables c'est-à-dire dans ou bordant le lit majeur des rivières concernées. L'agriculture à dominante viticole et le tourisme sont les deux principales ressources de la commune.

### Communes limitrophes
Sampzon est limitrophe de cinq communes, toutes situées dans le département de l'Ardèche.
Vallon-Pont-d'Arc et Ruoms sont à environ 8 km, Salavas et Saint-Alban-Auriolles à 10 km, Grospierres à 7 km.

### Géologie et relief
Les calcaires du sous-sol sont d'un type à dissolution lente. Les structures karstiques qui s'y sont développées sont de type méditerranéen, avec une karstification ancienne.

### Climat
Pour des articles plus généraux, voir Climat d'Auvergne-Rhône-Alpes et Climat de l'Ardèche.
En 2010, le climat de la commune est de type climat méditerranéen franc, selon une étude du CNRS s'appuyant sur une série de données couvrant la période 1971-2000. En 2020, Météo-France publie une typologie des climats de la France métropolitaine dans laquelle la commune est exposée à un climat de montagne ou de marges de montagne et est dans la région climatique  Provence, Languedoc-Roussillon, caractérisée par une pluviométrie faible en été, un très bon ensoleillement (2 600 h/an), un été chaud (21,5 °C), un air très sec en été, sec en toutes saisons, des vents forts (fréquence de 40 à 50 % de vents > 5 m/s) et peu de brouillards. 
Pour la période 1971-2000, la température annuelle moyenne est de 13,5 °C, avec une amplitude thermique annuelle de 17,5 °C. Le cumul annuel moyen de précipitations est de 1 060 mm, avec 6,9 jours de précipitations en janvier et 3,8 jours en juillet. Pour la période 1991-2020, la température moyenne annuelle observée sur la station météorologique de Météo-France la plus proche, « Vallon Sa », sur la commune de Vallon-Pont-d'Arc à 4 km à vol d'oiseau, est de 13,8 °C et le cumul annuel moyen de précipitations est de 1 004,7 mm,. Pour l'avenir, les paramètres climatiques de la commune estimés pour 2050 selon différents scénarios d'émission de gaz à effet de serre sont consultables sur un site dédié publié par Météo-France en novembre 2022.

### Lieux-dits et écarts
Les lieux-dits suivis d'une astérisque sont situés à l'écart de la route indiquée.
B

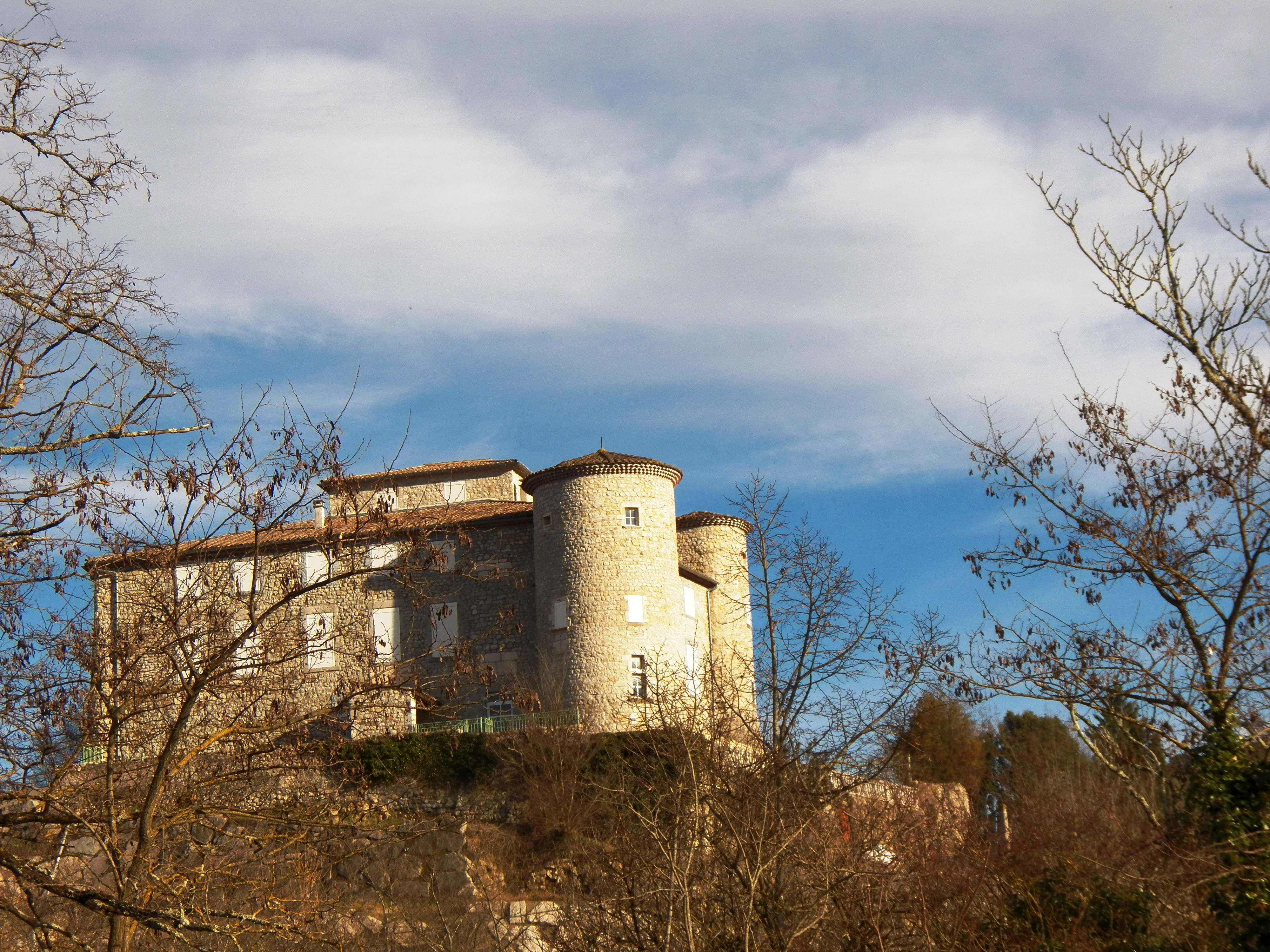
Chateau de la Bastide sous Sampzon

- La Bastide (Chteau), Chmin de la Bastide
- La Boissonas*,         D161 (Rte du Rocher)
- Le Bournas,            D161 (Rte du Rocher)

C
- Chante-Perdrix,        Chmin du Moulin (sur D161)
- Congeon,               D161 (Rte du Rocher)
- La Coustarasse,        Chmin du Moulin (sur D161)
- Cruzières,             Chmin de Cruzières (GR 4)

E
- Les Coudouillères*,    D161 (Rte du Rocher)

G
- La Gadone,             D161 (Rte du Rocher)
- La Gorce*,             Chmin de la Bastide
- La Grange de la Planèze, Chmin de Cruzières (GR 4)

M
- Le Moulin (anc. "de Sampzon"), Chmin du Moulin

P
- La Planèze*,           Chmin de Cruzières (GR 4)
- Le Poux*,              D161 (Rte du Rocher)

R
- Les Rochères,          D161 (Rte du Rocher)
- Roland*,               D161 (Rte du Rocher)

T
- Le Travers,            Chmin de Vallier
- Les Trouillères,       Chmin de la Source
- La Tuilière*,          Chmin de la Bastide

V
- Vallier,               Chmin de Vallier
- La Vignasse*,          D161 (Rte du Rocher)

### Hydrographie
Outre ayant pour limites le Chassezac au nord-ouest et l'Ardèche du nord au sud-est, la commune est traversée du sud au nord par le ruisseau de Vallier, un petit affluent saisonnier de l'Ardèche qui draine le flanc nord du Moure Frey, coule vers le nord en creusant une vallée à l'ouest du Rocher et de Sampzon, et se jette dans l'Ardèche 150 m en aval de la confluence du Chassezac.
Le Vallier a plusieurs noms le long de son parcours. Sur ses premiers 900 m environ il s'appelle le ruisseau de Cruzières ; sur les 1,2 km suivants c'est le ruisseau des Bertras. Puis il passe devant la vallée de l'Aiguille sur sa rive gauche et prend le nom de ruisseau de l'Aiguille. 700 m en aval il reçoit le ruisseau du Pas du Bas en rive gauche et le ruisseau de la Fontaine de la Boutique en rive droite 50 m plus loin. Là se trouve le hameau de Vallier dont il prend et garde le nom pour les quelque 1,8 km restants de son parcours. En aval de Vallier il passe par la Gorce en rive droite, reçoit en rive gauche le ruisseau de Bertoir, et passe le château de la Bastide avant d'arriver dans la plaine alluviale formée par le Chassezac (environ 1,3 km de large ici à sa confluence, dont environ 600 m sur la commune de Sampzon) pour se jeter dans l'Ardèche.
Une micro-centrale électrique se trouve sur la commune, au Moulin dit "ancien moulin de Sampzon", sur le cours de l'Ardèche. Elle est exploitée depuis 1988 par la Société d'Énergie Hydro-Électrique Ardéchoise (SEHEA). Noter que la production d'électricité est abondante dans la région, et pas seulement d'origine hydroélectrique : la centrale nucléaire du Tricastin est à 32 km, celle de Cruas à 40 km et le site nucléaire de Marcoule à 43 km.
Avec ses crues saisissantes de soudaineté et de par l'accroissement de débit, la conjugaison des deux provoquant parfois des vagues de 50 cm à un mètre de hauteur, l'Ardèche est une habituée des épisodes cévenols et la rivière la plus surveillée du département. Ses crues centenales, avec 6 750 m3/s à Vallon, présentent le même ordre de débit qu'une crue du Rhône à Viviers. La crue de référence est celle de 1890, la plus dévastatrice connue avec 17,3 mètres d'eau au moulin de Salavas.
La part du Chassezac dans ce déploiement de puissance est de l'ordre de la moitié environ. Lui aussi peut montrer des vagues de 50 cm à un mètre, et lui aussi est l'une des rivières les plus surveillées d'Ardèche. Plusieurs barrages écrêteurs ont été construits sur son cours pour limiter l'amplitude des crues en aval.

## Urbanisme

### Typologie
Au 1er janvier 2024, Sampzon est catégorisée commune rurale à habitat dispersé, selon la nouvelle grille communale de densité à 7 niveaux définie par l'Insee en 2022.
Elle est située hors unité urbaine et hors attraction des villes,.

### Occupation des sols
L'occupation des sols de la commune, telle qu'elle ressort de la base de données européenne d’occupation biophysique des sols Corine Land Cover (CLC), est marquée par l'importance des forêts et milieux semi-naturels (79,8 % en 2018), en augmentation par rapport à 1990 (76,2 %). La répartition détaillée en 2018 est la suivante : 
forêts (63,4 %), milieux à végétation arbustive et/ou herbacée (16,4 %), zones urbanisées (9,9 %), eaux continentales (5,5 %), zones agricoles hétérogènes (4,8 %).
L'évolution de l’occupation des sols de la commune et de ses infrastructures peut être observée sur les différentes représentations cartographiques du territoire : la carte de Cassini (XVIIIe siècle), la carte d'état-major (1820-1866) et les cartes ou photos aériennes de l'IGN pour la période actuelle (1950 à aujourd'hui).

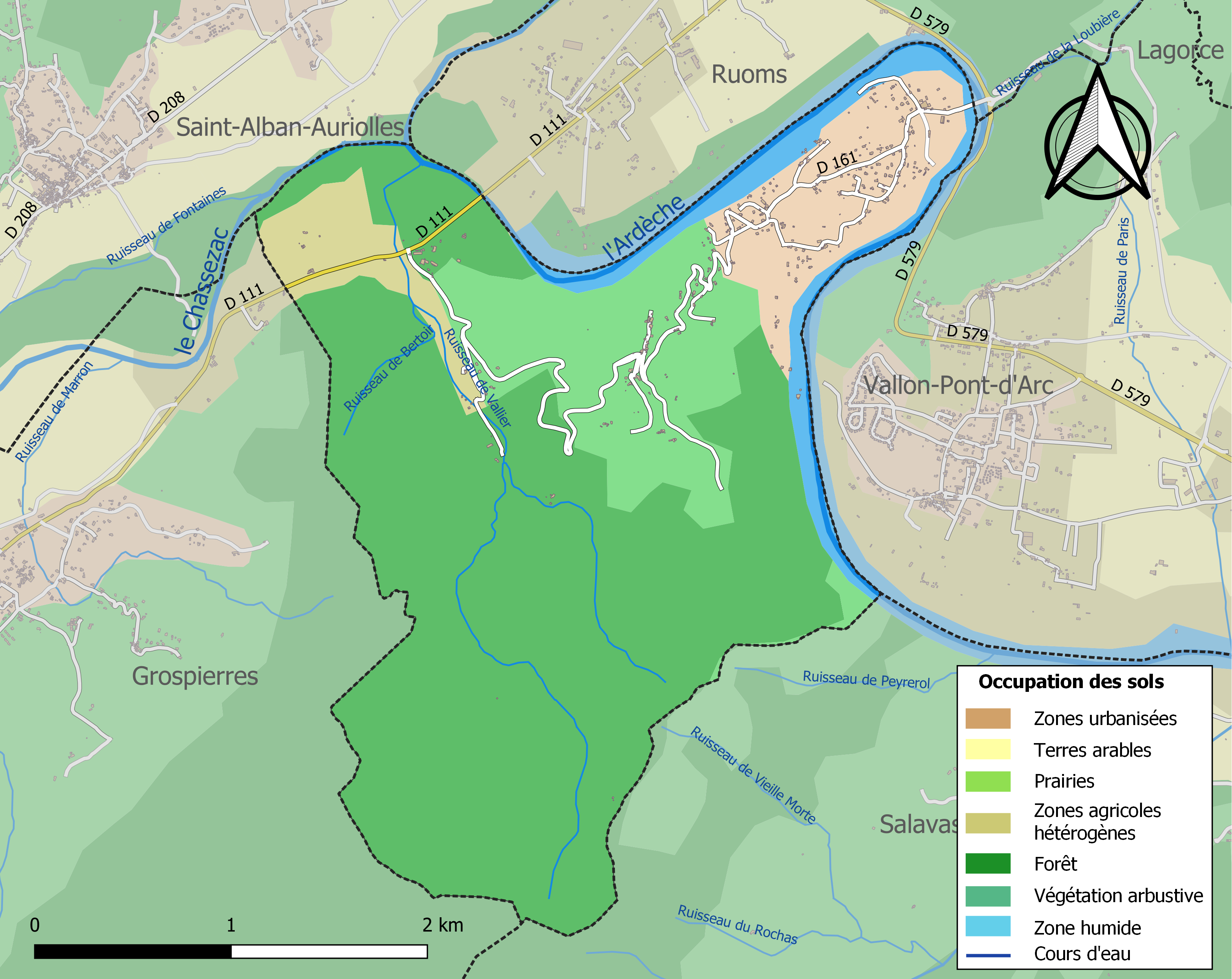
Carte des infrastructures et de l'occupation des sols de la commune en 2018 (CLC).

## Histoire

### Moyen Âge
Au IXe siècle (peut-être avant aussi ?) et jusqu'à la fin du Xe siècle, Sampzon était le siège de la viguerie locale et donc le bourg le plus important localement, avant Ruoms ou tout autre bourg des environs,. Cinq siècles plus tard il ne reste quasi rien de cette grandeur relative : le bourg est réduit à une dizaine de contribuables.
En 1225 il est fait mention de l'église saint-Martin de Sampzon.
Des pâturages d'estive sont concédés sur Sampzon à l'abbaye des Chambons, abbaye cistercienne sise à Borne, en 1277.
Le seigneur de Sampzon en 1281 est Guillaume de Naves.
Une forteresse stratégiquement importante était bâtie au sommet du Rocher.
Les Tuchins se réfugient en 1380 ou 1388 dans la forteresse de Sampzon, qu'ils défendent quelque temps contre les troupes royales.

### Fin du Moyen Âge - lesguerres de religion
En octobre 1575 les protestants prennent la forteresse de Sampzon par surprise. Un « Monsieur de Chaussy », Louis de Bonas, capitaine de compagnie, place 26 hommes en deux postes vers l'Ardèche pour couper aux protestants la route de Ruoms, Joyeuse et Largentière. Le même Louis de Bonas est témoin de la signature du traité de paix au château de la Borie de Balazuc en 1576, un accord qui met fin à la scission depuis 1567 des États du Vivarais en deux factions, l'une catholique et l'autre protestante. Les hostilités reprennent moins de un an après ce traité de Balazuc. En 1581 le chef protestant Matthieu de Merle achète La Gorce et Salavas au baron Jean d'Apchier, et de Salavas contrôle le passage de l'Ardèche. Les voisins catholiques s'inquiètent, la guerre s'installe. Une situation administrativement insolvable a cours à cette époque : personne ne sait qui a la responsabilité de la garde du fort. L'évêque s'en dédit en affirmant qu'il n'est pas propriétaire. Les États du Vivarais doivent par deux fois reprendre la place des mains de "voleurs" (des protestants). La destruction du fort de Sampzon est décidée en 1582, mais non appliquée dans ces années de violence généralisée. 

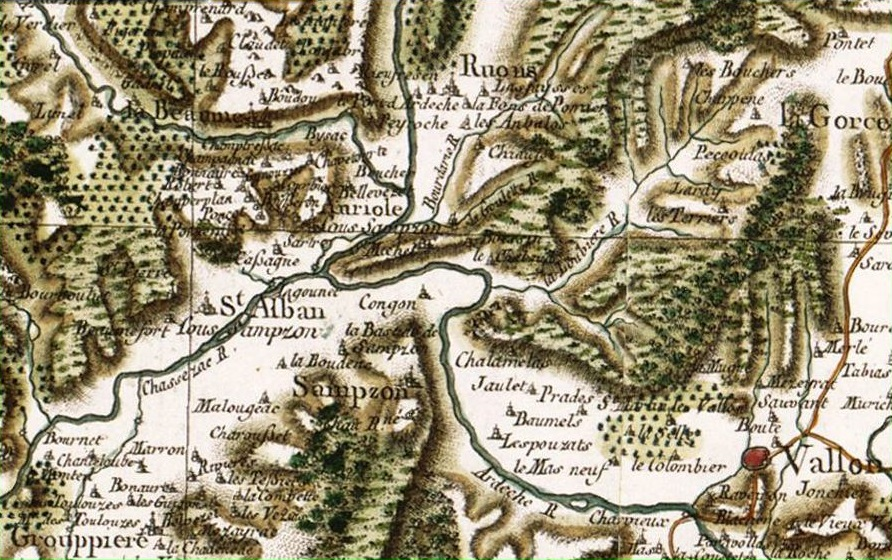
Sampzon sur la carte de Cassini, XVIIIe siècle

L'année 1586 réunit tous les fléaux : guerre, famine et peste, au milieu d'une période déjà plus que troublée. En 1587 Louis de Bonas est chargé par les États du Vivarais d'entretenir une garnison de 35 hommes à Ruoms et à Grospierres « afin d'empêcher les ravages des ennemis installés au fort de Sampzon ». En 1588 Henri III fait assassiner le chef des catholiques Henri de Guise, est assassiné à son tour l'année suivante, et le protestant réformé Henri de Navarre, devenu Henri IV, signe l'édit de Nantes en 1598. En 1599 le fort de Sampzon est repris par les protestants. Troupes royales l'assiégeant, son capitaine huguenot Parent vend sa capitulation pour 200 écus. Le gouverneur du Languedoc Henri de Montmorency ordonne la destruction le 16 décembre 1600, à charge d'exécution à Louis de Bonas et d'autres chefs catholiques - effective en 1602. La carte de Cassini du XVIIIe siècle en indique encore les ruines ; elles ont disparu de nos jours.
Une tour y serait reconstruite rapidement, dont le huguenot Peschaire s'empare en 1628 : en cette année de la paix de La Rochelle, son gardien Louis de Bonas est occupé ailleurs au démantèlement des châteaux environnants - dont celui de Salavas - en vue de saboter l'arrivée en Vivarais du chef protestant le duc de Nohan et de ses 6 000 hommes. En 1629 Monsieur de la Saumée, marquis de Chambonas et seigneur de Sampzon, exige de Ruoms 300 livres pour l'entretien d'une compagnie militaire pour l'année 1628.
Pour Sampzon, le plus violent moment de la guerre des camisards est atteint le 30 janvier 1703 : les 800 « scélérats phanatiques » de Jean Cavalier attaquent Grospierres, Sampzon et la Bastide de Sampzon. Grospierres perd 73 de ses 80 maisons, les églises de Salavas et Sampzon sont brûlées, les catholiques torturés. Les 60 000 soldats du maréchal de Montrevel massacrent les camisards à Vagnas le 11 février 1703.

### Temps modernes
En 1770 Hector de la Garde Chambonas vend ses terres et seigneuries de Sampzon à Antoine Pellier pôur 140 000 livres ; Pellier devient "Pellier de Sampzon". Lorsqu'il meurt, ces propriétés passent à Tardy de Montravel par le mariage de ce dernier avec Marie-Rosalie Dorothée Pellier en 1780. Jean-Louis Damien de Tardy 1er Comte de Montravel, directeur général des gabelles à Joyeuse. Il a soutenu plusieurs procès contre l’administration des domaines et fut admis à faire ses preuves de noblesse, devant le vicomte de Saint-Priest, intendant du Languedoc, qui par jugement souverain du 18 février 1786, le maintint lui et les siens dans leur noblesse. Il assiste, ainsi que ses frères, aux dernières assemblées de la noblesse pour les élections aux états généraux de Villeneuve-de-Berg, en 1789. Suivant décision royale du 6 décembre 1814, il fut créé comme comte héréditaire par Sa Majesté Louis XVIII, en récompense des services rendus à l’état par ses aïeux. A cette occasion il fit, devant le comte de Méry, référendaire de la chancellerie de France, les preuves de sa filiation noble depuis le commencement du XIIIe siècle.
Le moulin de Sampzon est construit sur l'Ardèche en 1792 à côté d'un gué (là où se trouve de nos jours un pont submersible, dans l'Est de la commune), en même temps qu'y est installé un bac à traille. Le pont en pierre de la Bastide sur la route de Grospierres et d'Alès (D111) est construit en 1868, en remplacement d'un autre pont de construction plus fragile. Cette route était depuis toujours d'une importance capitale pour les échanges entre le Gard, le Rhône et la Méditerranée d'une part, et les Cévennes et montagnes au-delà d'autre part. Le pont de Sampzon (sur la D161) est construit en 1908.

#### XVIIIesiècle:séricicultureet vigne
En Ardèche, l'élevage du ver à soie est appelé « éducation ». L'industrie commence dans le Vivarais au début du XVIIIe siècle, le développement du mûrier y accompagnant la croissance démographique du Bas-Vivarais commencée au XVIIe siècle. Le développement de cette industrie est extrêmement rapide une fois celle-ci introduite en un lieu. L'aisance, voire la richesse qu'elle amène est le vecteur de cette croissance extraordinaire, qui génère par ailleurs un profond changement : le passage d'une économie de subsistance et la semi-autarcie, à une économie de marché ou du moins l'introduction des mentalités à ce dernier mode de pensée. Sans chiffres pour Sampzon, on peut citer ceux de Labeaume où œuvrent une douzaine d'éducateurs : 200 livres (poids) de cocons en 1779, 1 200 livres en 1789, 1 700 en 1791.
La grave crise politique nationale fait s'effondrer en 1794 l'économie de la nation en général, mais la reprise de la sériciculture dans les années 1810 se fait à la hausse par rapport à la période précédant l'effondrement. Les années 1850 en voient l'apogée dans le pays, où un recensement indique que tous les propriétaires terriens de la région possèdent des mûriers. Elle a laissé de nombreuses traces dans la région, entre champs de mûriers abandonnés et magnaneries touristiquement très commerciables.
L'effondrement de cette industrie si florissante est encore plus rapide que sa croissance : la pébrine frappe sans recours les magnaneries à partir de 1849 et s'étend très rapidement. En 1857, la production de cocons baisse environ 50 %. La catastrophe se double de l'arrivée de l'oïdium de la vigne de 1851 à 1855. Entre 1856 et 1861, en seulement cinq ans, les zones rurales du Vivarais perdent 8 à 10 % de leur population, un mouvement qui s'apaise fin des années 1860 mais reprend en s'accentuant quand une deuxième catastrophe frappe le pays.
Fin des années 1870, c'est la destruction de la vigne par le phylloxéra qui, en 10 ans, enlève environ 13 % de la population du sud vivarois. En 1875 arrive la maladie de l'encre qui dévaste les populations de châtaigniers. Enfin, la crue milléniale de 1890, déjà citée comme la plus dévastatrice jamais connue pour cette rivière, emporte les champs de vigne implantés essentiellement dans les vallées.

## Politique et administration

### Administration municipale
| Période                                  | Période                     | Identité          | Étiquette | Qualité         |
| ---------------------------------------- | --------------------------- | ----------------- | --------- | --------------- |
| Les données manquantes sont à compléter. |                             |                   |           |                 |
| avant 1912                               | ?                           | Élisée Champetier | SFIO      |                 |
| avant 1988                               | ?                           | René Monneyron    | PCF       |                 |
| mars 2001                                | mars 2008                   | Serge Ribeaucourt | DVG       |                 |
| mars 2008                                | mars 2014                   | Robert Comte      |           |                 |
| mars 2014                                | En cours (au 24 avril 2014) | Yvon Ventalon     | SE        | Cadre technique |

## Population et société

### Démographie
L'évolution du nombre d'habitants est connue à travers les recensements de la population effectués dans la commune depuis 1793. Pour les communes de moins de 10 000 habitants, une enquête de recensement portant sur toute la population est réalisée tous les cinq ans, les populations de référence des années intermédiaires étant quant à elles estimées par interpolation ou extrapolation. Pour la commune, le premier recensement exhaustif entrant dans le cadre du nouveau dispositif a été réalisé en 2008.

En 2022, la commune comptait 244 habitants, en évolution de +7,96 % par rapport à 2016 (Ardèche : +2,48 %, France hors Mayotte : +2,11 %).
| 1793 | 1800 | 1806 | 1821 | 1831 | 1836 | 1841 | 1846 | 1851 |
| ---- | ---- | ---- | ---- | ---- | ---- | ---- | ---- | ---- |
| 201  | 214  | 213  | 257  | 285  | 317  | 329  | 360  | 365  |

| 1856 | 1861 | 1866 | 1872 | 1876 | 1881 | 1886 | 1891 | 1896 |
| ---- | ---- | ---- | ---- | ---- | ---- | ---- | ---- | ---- |
| 349  | 362  | 319  | 285  | 307  | 280  | 282  | 280  | 253  |

| 1901 | 1906 | 1911 | 1921 | 1926 | 1931 | 1936 | 1946 | 1954 |
| ---- | ---- | ---- | ---- | ---- | ---- | ---- | ---- | ---- |
| 239  | 242  | 226  | 171  | 162  | 163  | 144  | 126  | 109  |

| 1962 | 1968 | 1975 | 1982 | 1990 | 1999 | 2006 | 2008 | 2013 |
| ---- | ---- | ---- | ---- | ---- | ---- | ---- | ---- | ---- |
| 107  | 108  | 127  | 121  | 163  | 183  | 209  | 217  | 217  |

| 2018 | 2022 | - | - | - | - | - | - | - |
| ---- | ---- | - | - | - | - | - | - | - |
| 230  | 244  | - | - | - | - | - | - | - |

### Enseignement
La commune est rattachée à l'académie de Grenoble.

### Médias
La commune est située dans la zone de distribution de deux organes de la presse écrite :
- L'Hebdo de l'Ardèche

Il s'agit d'un journal hebdomadaire français basé à Valence et diffusé à Privas depuis 1999. Il couvre l'actualité de tout le département de l'Ardèche.
- Le Dauphiné libéré

Il s'agit d'un journal quotidien de la presse écrite française régionale distribué dans la plupart des départements de l'ancienne région Rhône-Alpes, notamment l'Ardèche. La commune est située dans la zone d'édition de Privas.

### Cultes
L'église de Sampzon (propriété de la commune) et la communauté catholique sont rattachées à la paroisse Saint Martin du Sampzon, elle-même rattachée au diocèse de Viviers.

## Culture locale et patrimoine

### Lieux et monuments
- Église Saint-Martin de Sampzon.
- Le Rocher de Sampzon (381 mètres d'altitude), remarquable belvédère, offre des vues imprenables sur tout le bassin de Vallon-Pont-d'Arc et des gorges de l'Ardèche.
- Le château de la Bastide (XIVe-XVIe s.)[43] :

La première mention d'un château à la Bastide remonte à 1197. Les seigneurs successifs sont au XIIe siècle Sampzon, seigneurs du château de la Beaume et de la Bastide, au XIVe siècle Adillon. Rochier le possède au XVIIe siècle. Le marquis de la Garde Chambonas l'achète en 1643. Il est brûlé en 1703 par les protestants. En 1780, Jean-Louis Damien de Tardy, premier Comte de Montravel en devient propriétaire en épousant par contrat du 5 novembre 1780 Demoiselle Rosalie-Dorothée Pellier, fille unique et héritière d’Antoine Pellier, seigneur de la Bastide et Sampzon, et d’Anne-Dorothée de Gasque de Combes, puis il est revendu plusieurs fois - période au cours de laquelle il sert de bâtiment de ferme. Mlle de Montravel le fait restaurer de 1860 à 1875.

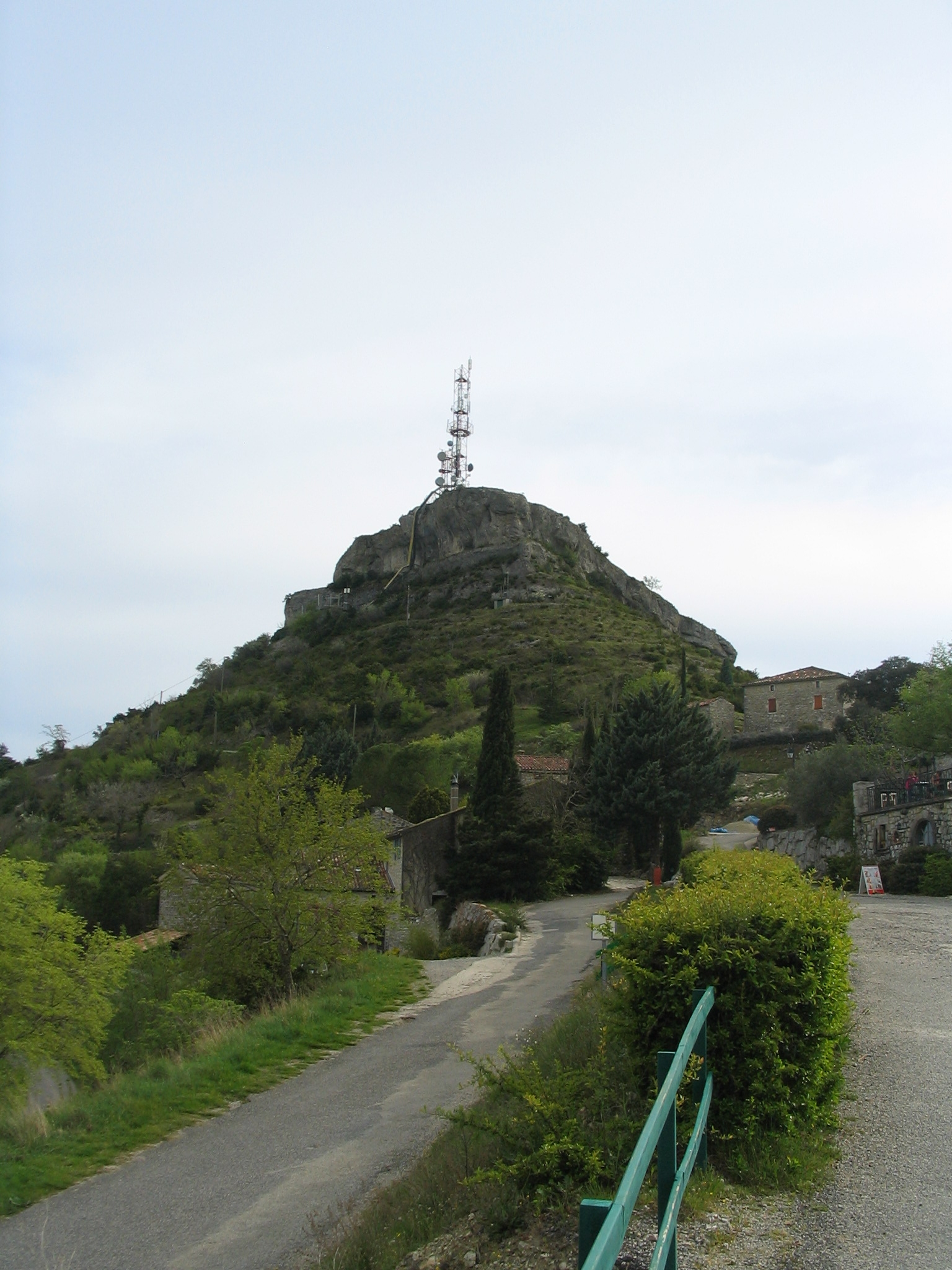
Le Rocher de Sampzon.
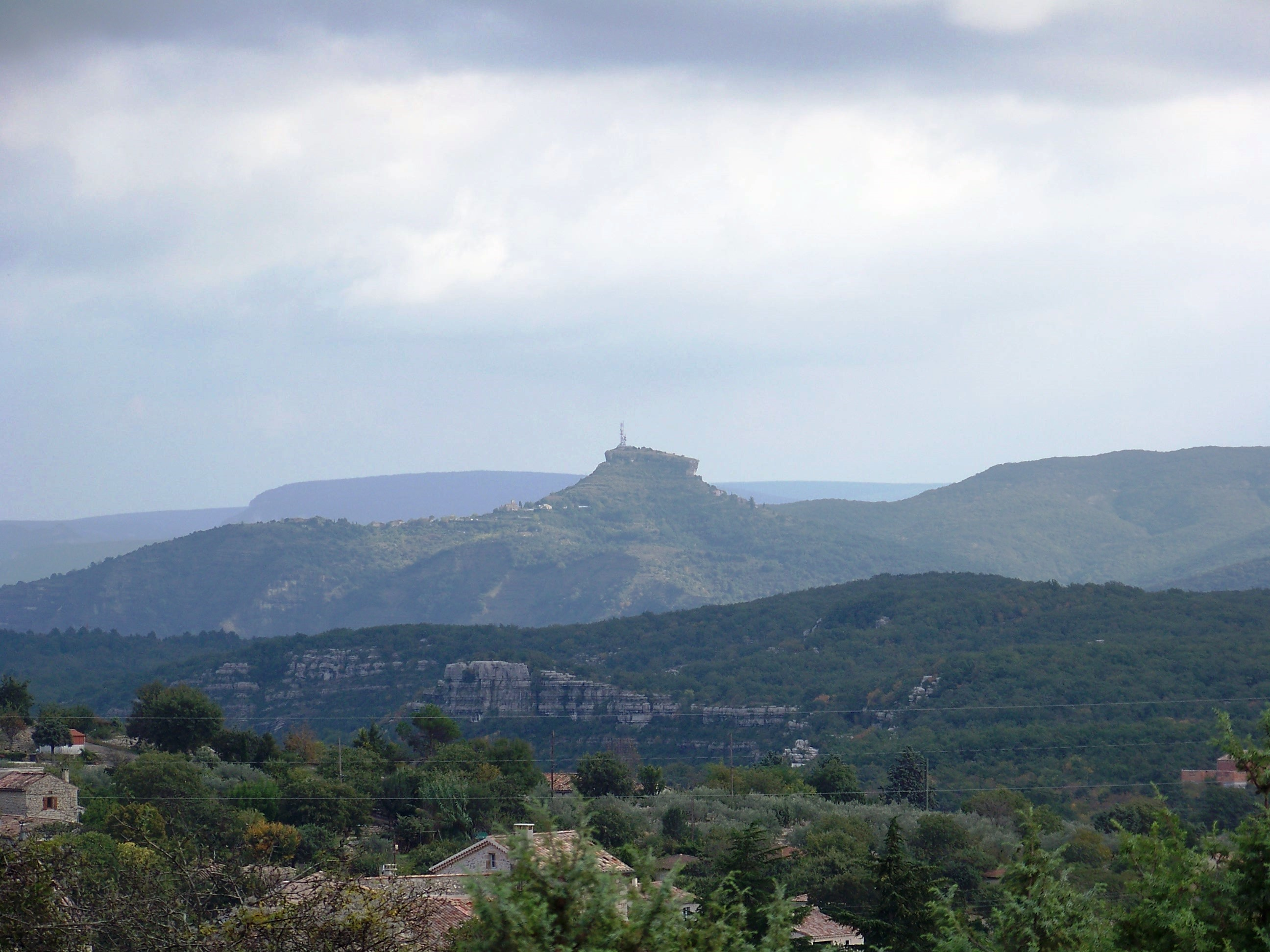
Le Rocher de Sampzon vu des grads de Joyeuse.
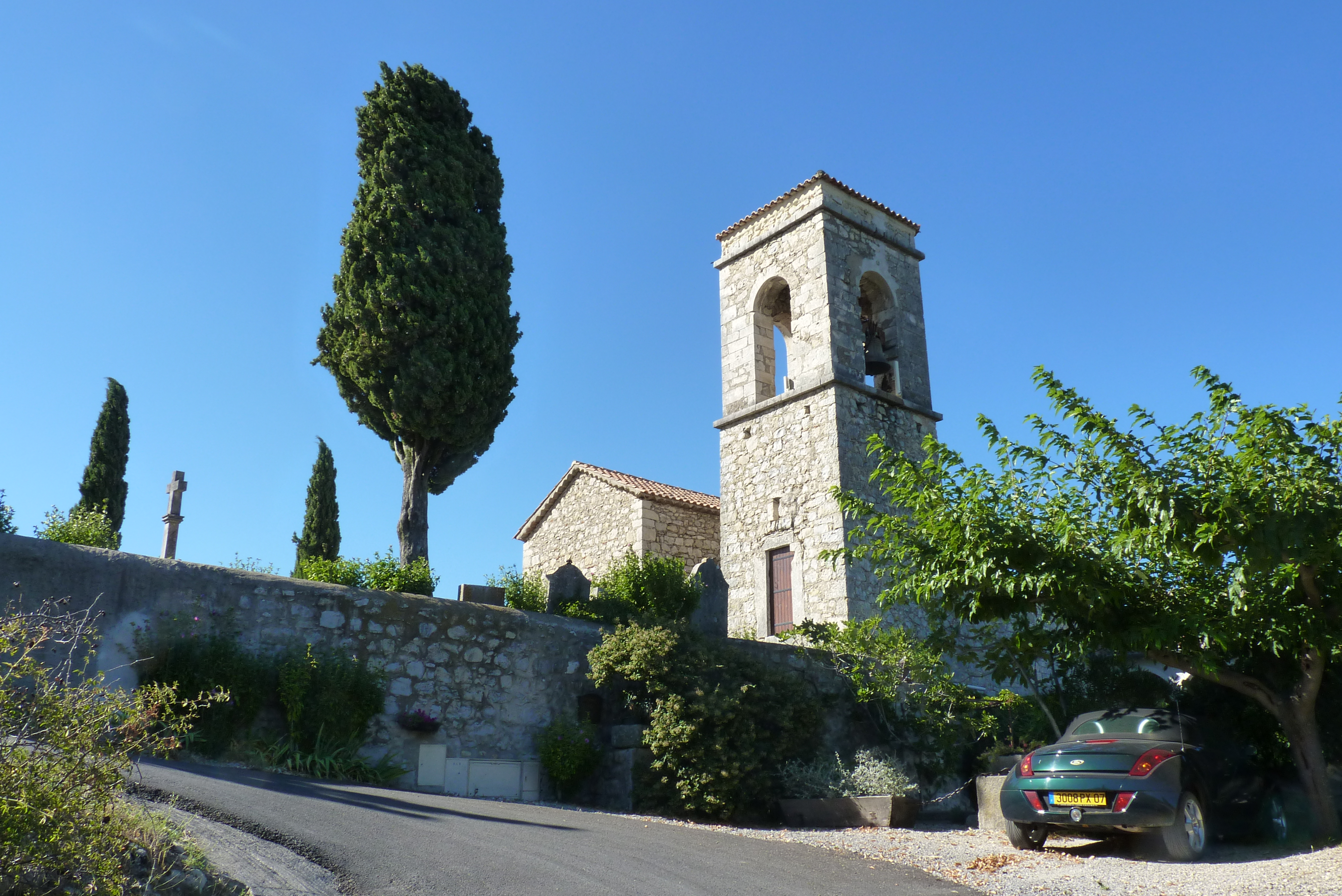
L'église.
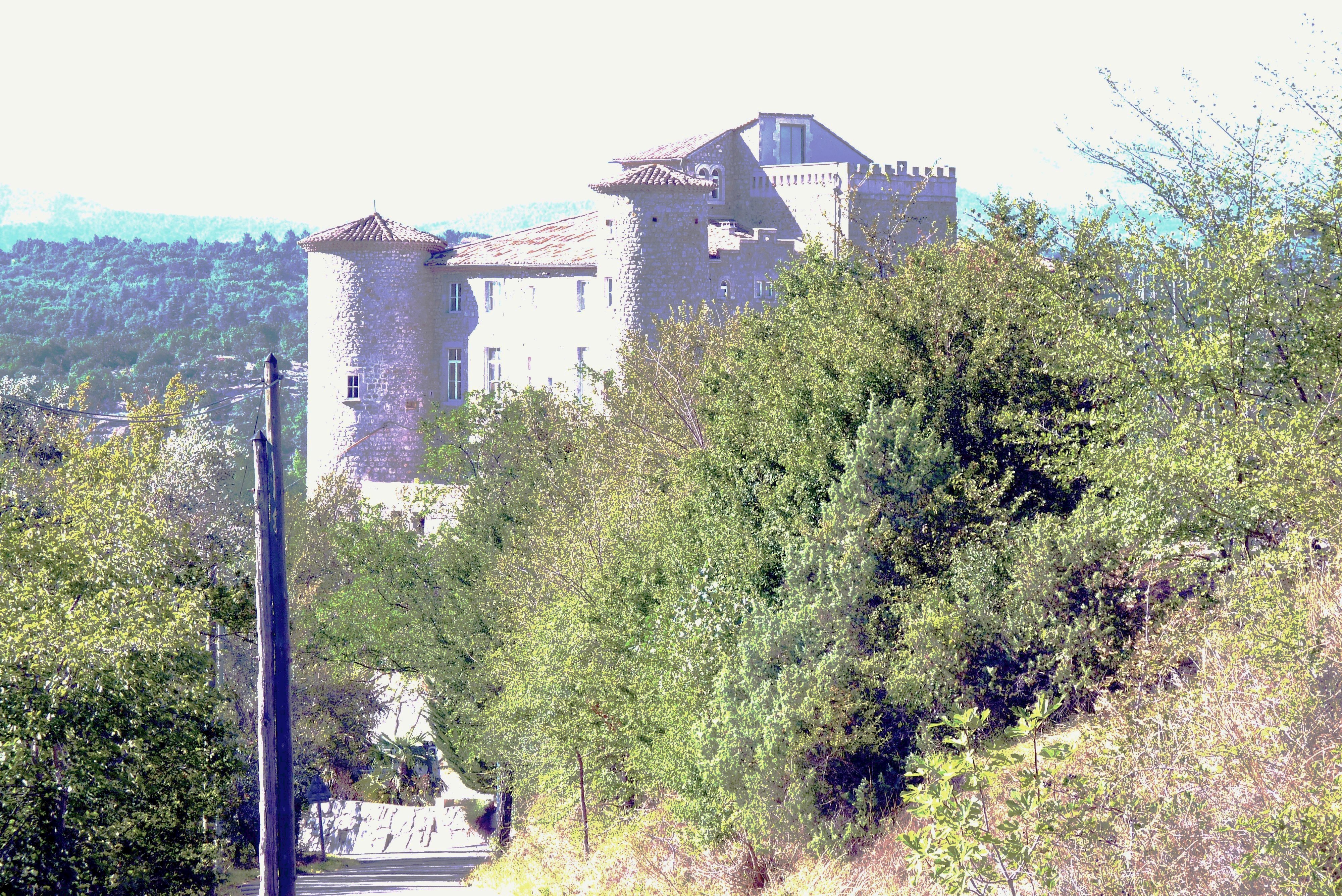
La Bastide de Sampzon.

### Patrimoine naturel

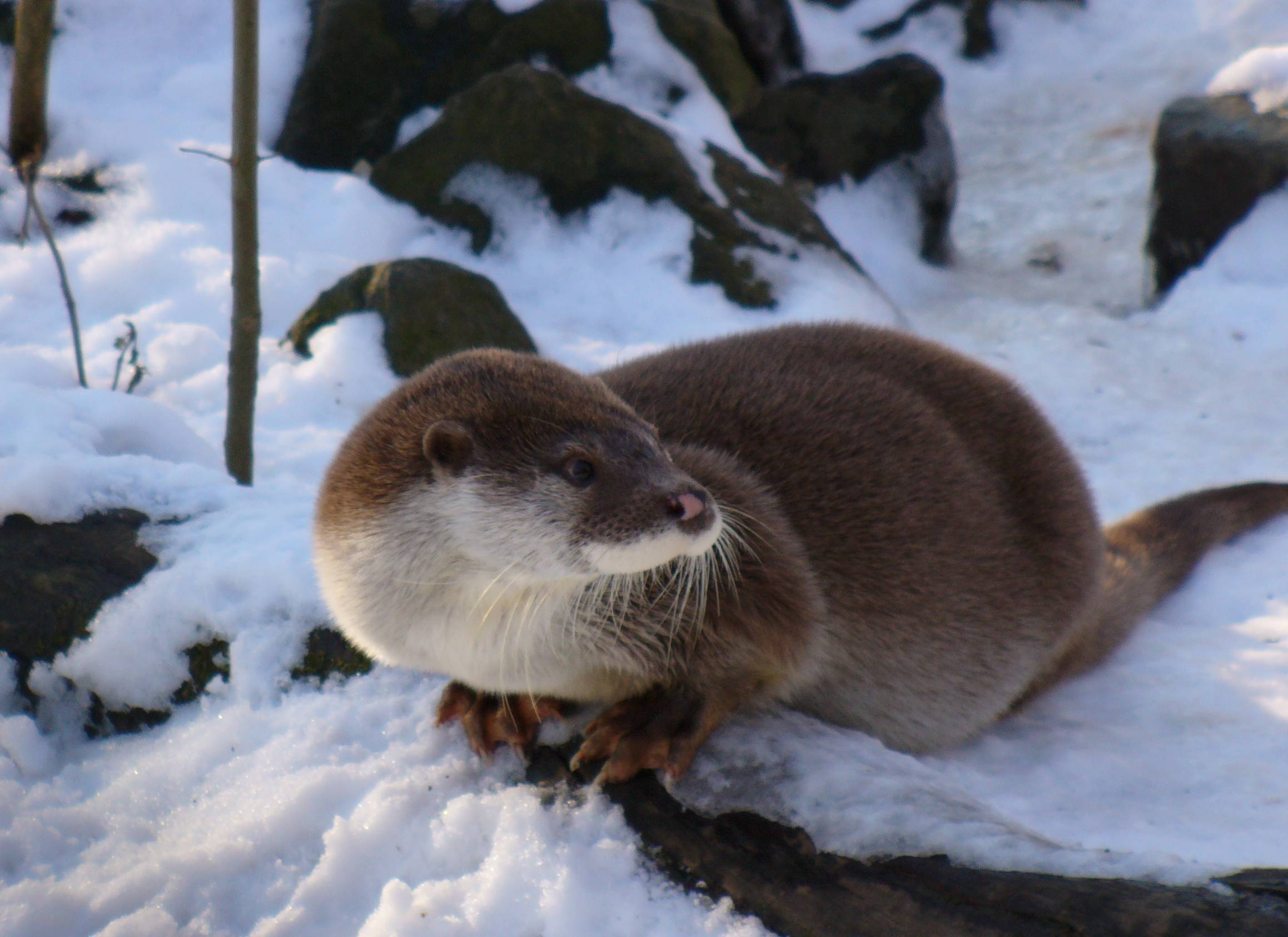
Loutre
(Lutra lutra).

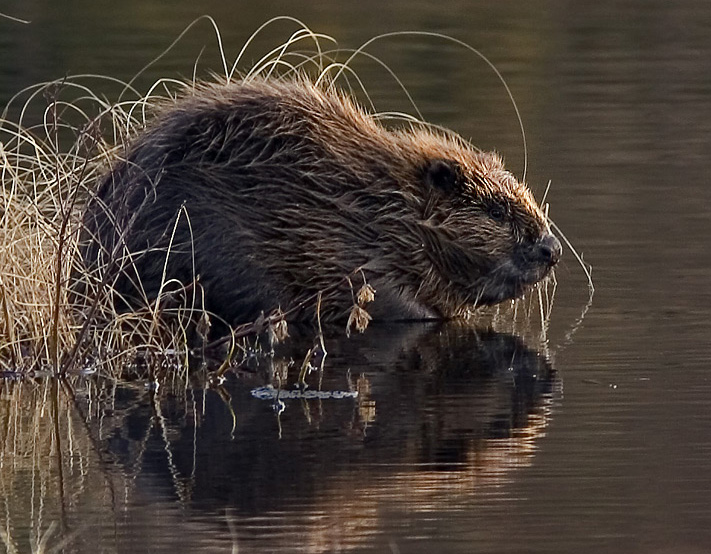
Castor d'Europe
(Castor fiber).

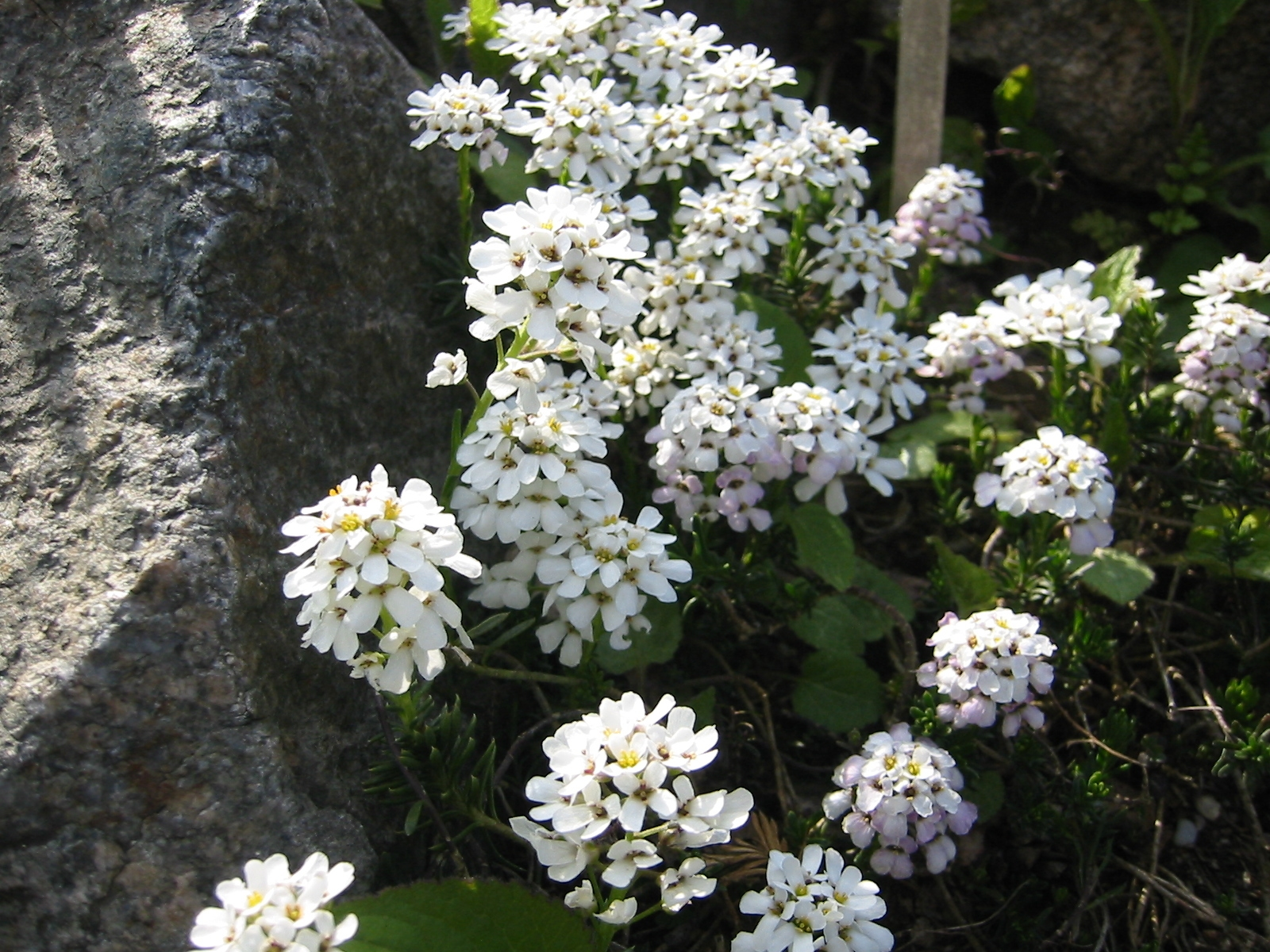
Ibéris des rochers
(Iberis saxatilis).

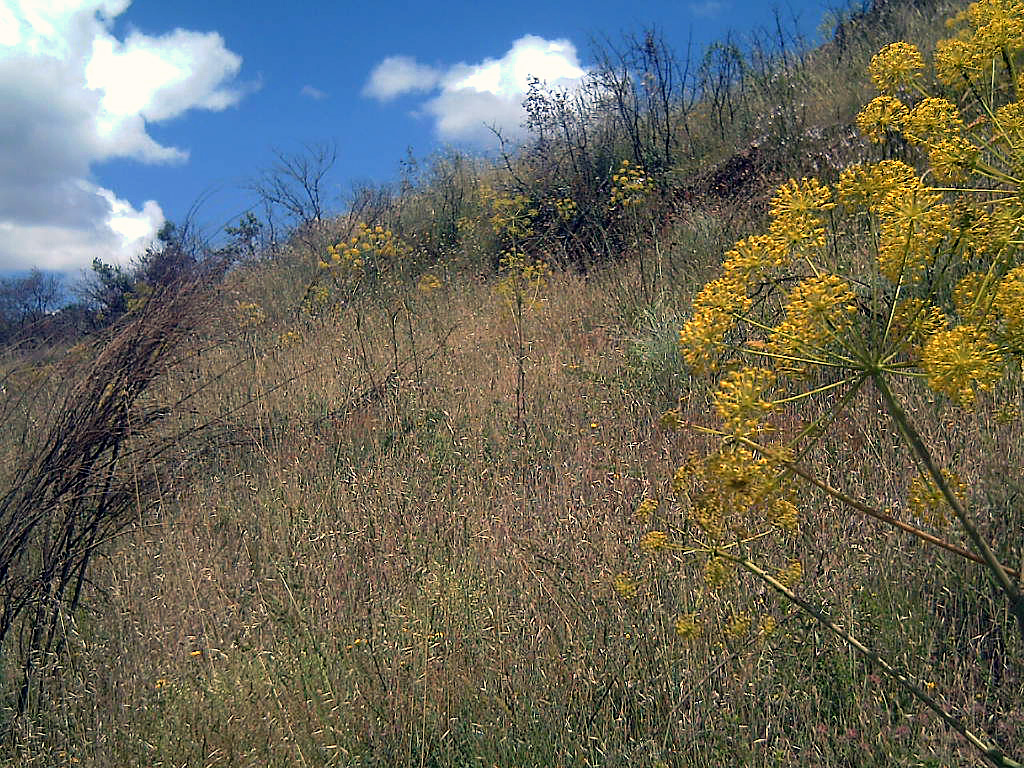
Thapsia villosa
(Thapsia villosa).

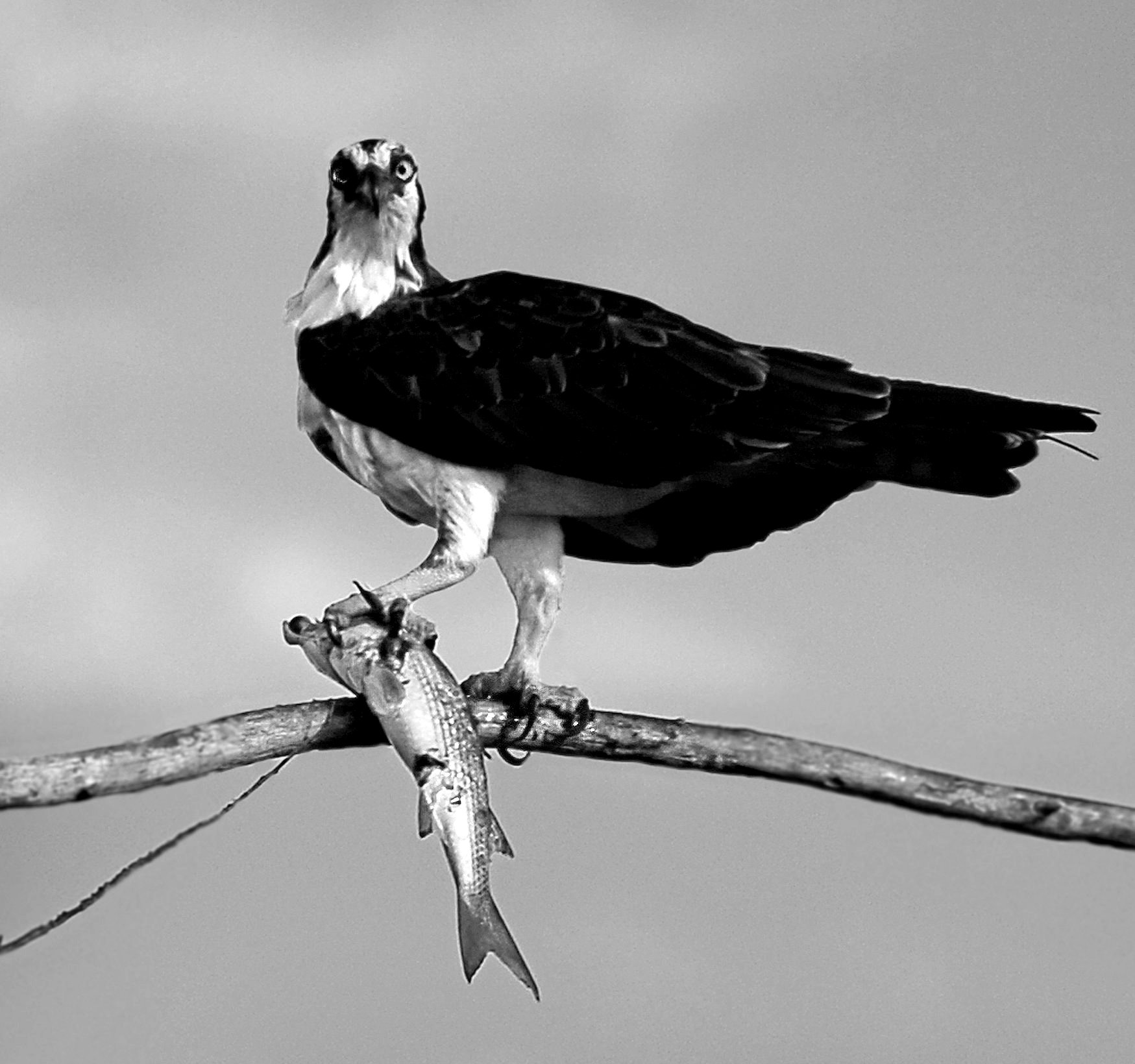
Balbuzard pêcheur
(Pandion haliaetus).

#### ZNIEFF
Sampzon est concernée par six zones naturelles d'intérêt écologique, faunistique et floristique (ZNIEFF).
La ZNIEFF continentale de type 1 du « Rocher de Sampzon » concerne 359,35 hectares répartis sur les trois communes ardéchoises de Grospierres, Salavas et Sampzon. Elle se trouve en rive droite de la rivière Ardèche dont elle inclut le flanc ouest de vallée au niveau de l'Ancien Moulin de Sampzon et sur environ 1,3 km en aval de ce moulin. Elle inclut aussi et surtout le mont du Rocher, culminant à 380 m et sur le flanc nord duquel Sampzon est implantée ; et le mont du Clot, au sud du Rocher. Sa limite sud correspond à la ligne de crêtes du Moure Frey. Sa flore remarquable inclut l'une des trois stations d'ibéris des rochers (Iberis saxatilis) en Ardèche. Les pelouses sèches, l'un des habitats déterminants, comprennent des colonies de stipe d'Offner (Stipa offneri) et de thapsie velue (Thapsia villosa). Les espèces animales visées sont le castor d'Europe (Castor fiber), le balbuzard pêcheur (Pandion haliaetus), le faucon hobereau (Falco subbuteo), le milan noir (Milvus migrans), le martin-pêcheur d'Europe (Alcedo atthis), le pic épeichette (Dendrocopos minor) et la couleuvre de Montpellier (Malpolon monspessulanus). Le hibou grand-duc (Bubo bubo) est présent dans le vallon de l'Aiguille, à l'ouest du Clot.
La ZNIEFF continentale de type 2 de l'« Ensemble méridional des plateaux calcaires du Bas-Vivarais », soit 11 642,76 hectares, concerne dix communes ardéchoises. Sampzon est située à la pointe nord de cette zone qui comprend tout le plateau y compris ses flancs, c'est-à-dire pratiquement toute la commune de Sampzon sauf pour une étroite bande de 600 m à son plus large, essentiellement le long du Chassezac. 

Le territoire de cette ZNIEFF est inventorié au titre des Zones Importantes pour la Conservation des Oiseaux (ZICO), pour la richesse de son avifaune : elle est située en bordure des aires de répartition de nombreuses espèces méditerranéennes dont le coucou geai (Clamator glandarius), les fauvettes méditerranéennes et la pie-grièche méridionale (Lanius meridionalis). Le cochevis huppé (Galerida cristata), espèce en déclin généralisé, est présent. Les insectes sont eux aussi bien représentés ; parmi eux le leste sauvage (Lestes barbarus), une libellule pourtant rare dans la région. Les reptiles y incluent le lézard ocellé (Timon lepidus), la couleuvre de Montpellier (Malpolon monspessulanus) et le psammodrome d'Espagne (Psammodromus hispanicus).
La végétation, quant à elle, inclut le cytise à longs rameaux, la bruyère arborescente (Erica arborea), la bruyère à balais (Erica scoparia), l'iris nain (Iris lutescens), l'ophrys de la Drôme (Ophrys drumana, une orchidée), l'euphorbe de Nice (Euphorbia nicaense) et l'adonis d'été (Adonis aestivalis, une plante messicole associée aux cultures traditionnelles).
La ZNIEFF continentale de type 1 des « Zones marneuses entre Grospierres et Beaulieu » concerne 1 870,5 hectares partagés entre cinq communes ardéchoises. Les habitats déterminants sont les pelouses calcaires sub-atlantiques semi-arides alternant avec des cultures (vigne et céréales) sur le plateau, les formations riveraines de Saules le long des nombreux cours d'eau saisonniers, et les forêts méso- et supra méditerranéennes de chênes verts.
La ZNIEFF continentale de type 2 de l'« Ensemble fonctionnel formé par l'Ardèche et ses affluents (Ligne, Baume, Drobie, Chassezac…) », soit 22 630,21 hectares, concerne 61 communes dont Sampzon et vise la rivière Ardèche, ses milieux annexes et ses principaux affluents dont la Ligne, la Baume, la Drobie, le Chassezac. Sur la commune, elle n'inclut que le cours de l'Ardèche proprement dit et très peu des berges du Chassezac.
La ZNIEFF continentale de type 1 des « Vallées de l'Ardèche et de la Ligne aux environs de Ruoms » concerne 1 152,58 hectares répartis sur onze communes ardéchoises. Sur la commune, cette ZNIEFF concerne seulement le lit mineur de l'Ardèche.
La ZNIEFF continentale de type 1 de la « Basse-vallée du Chassezac » s'étire en un mince ruban le long du lit de la rivière. Elle commence à l'est du hameau de Chassagne sur la commune des Vans, au début des gorges ardéchoises du Chassezac, et continue jusqu'à la confluence avec l'Ardèche. Elle couvre 17,5 km du cours du Chassezac avec 357,28 hectares répartis huit communes. La loutre (Lutra lutra), menacée d'extinction en France, est particulièrement visée par cette ZNIEFF. Plus de 110 espèces d'oiseaux y sont présentes ; 70 % d'entre elles y nichent régulièrement. Sur la commune de Sampzon, cette ZNIEFF ne concerne que le cours d'eau du Chassezac côté rive droite et très peu de berges.

#### Site d'intérêt communautaire

##### Zone spéciale de conservation (directive Habitat)
Les zones spéciales de conservation sont des sites d'intérêt communautaire (SIC) selon la directive Habitat (il existe aussi des SIC selon la directive Oiseaux, appelés des zones de protection spéciale (ZPS), mais il n'y en a pas sur Sampzon).
La zone spéciale de conservation (ZSC) du « Bois de Païolive et Basse Vallée du Chassezac », un  site d'intérêt communautaire (SIC) selon la directive Habitat de 6 217 hectares, s'étend sur douze communes d'Ardèche. Elle abrite 25 espèces animales inscrites sur l'annexe II de la directive Habitat. Cependant, sur la commune de Sampzon elle ne concerne que le cours d'eau du Chassezac côté rive droite et très peu de berges.
La commune est incluse dans la ZSC (Directive Habitat) de la « Moyenne vallée de l'Ardèche et ses affluents, pelouses du plateau des Gras », un site d'intérêt communautaire (SIC) selon la directive Habitat. Cependant là aussi, sur la commune cette ZSC n'inclut que les cours d'eau proprement dits de l'Ardèche et du Chassezac.

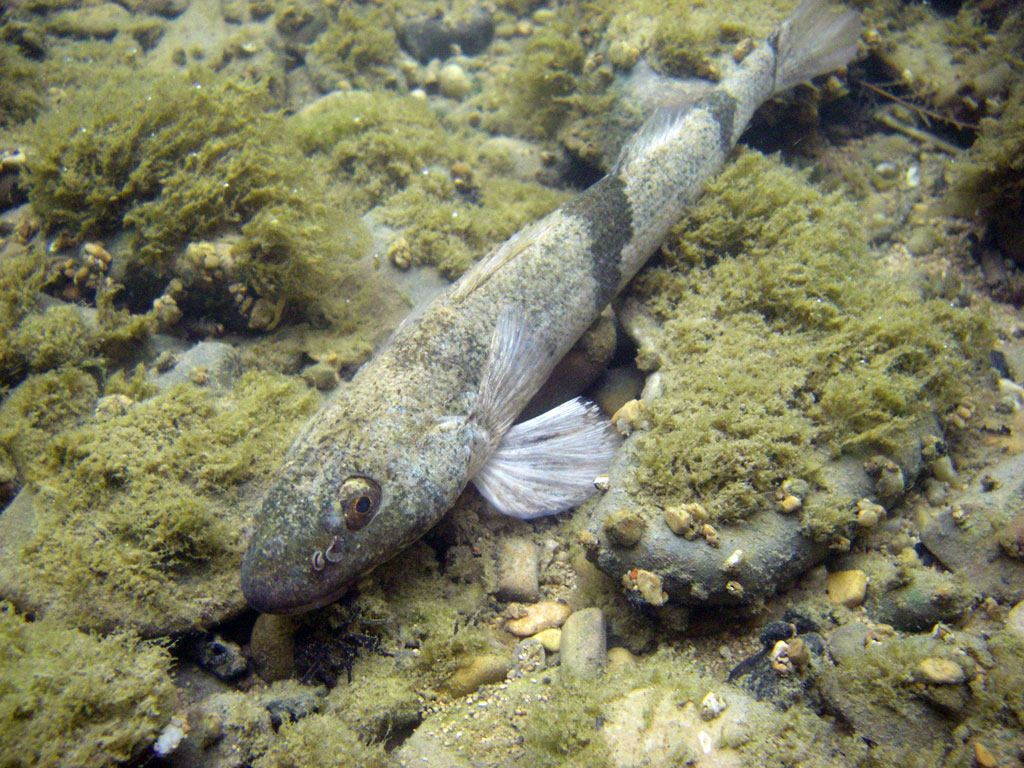
Apron du Rhône (Zingel asper).
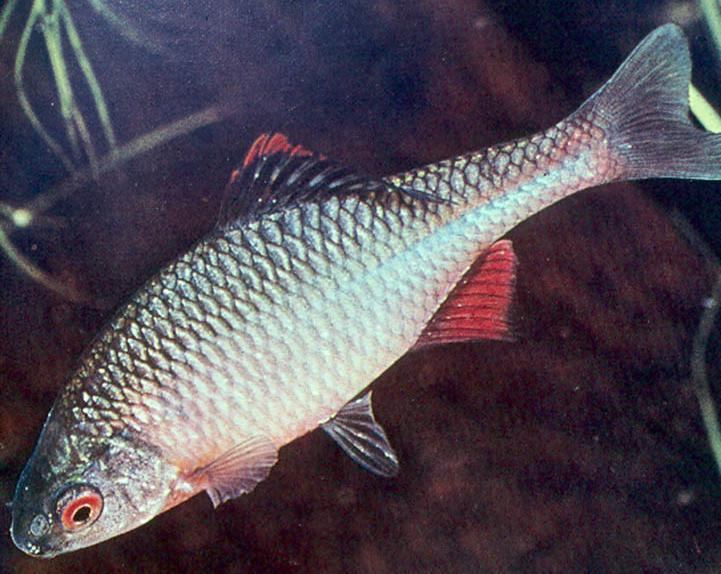
Bouvière (Rhodeus sericeus).
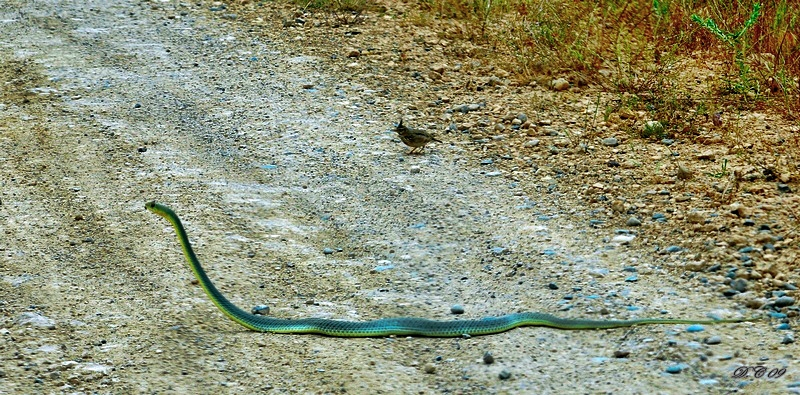
Couleuvre de Montpellier (Malpolon monspessulanus).
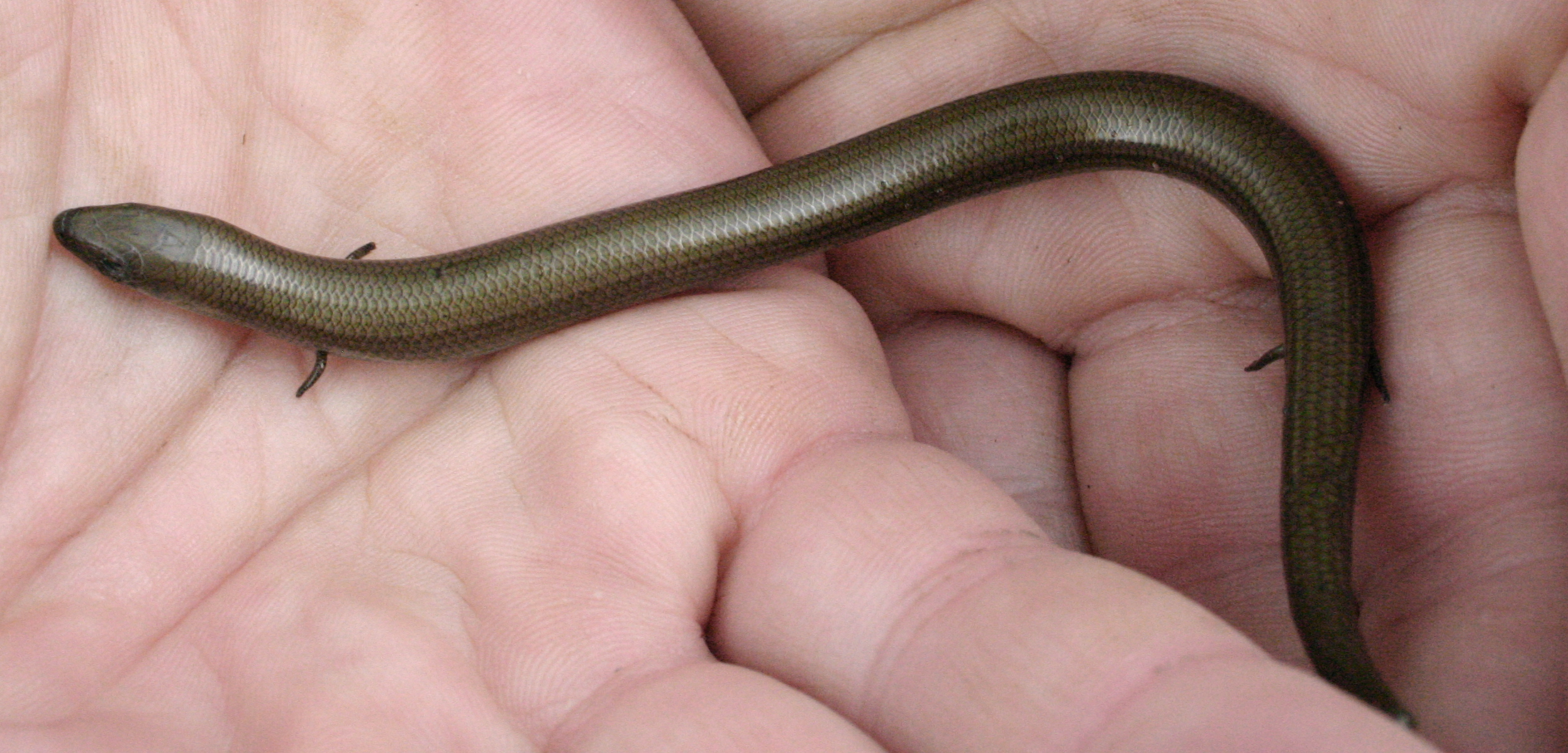
Seps tridactyle (Chalcides chalcides).
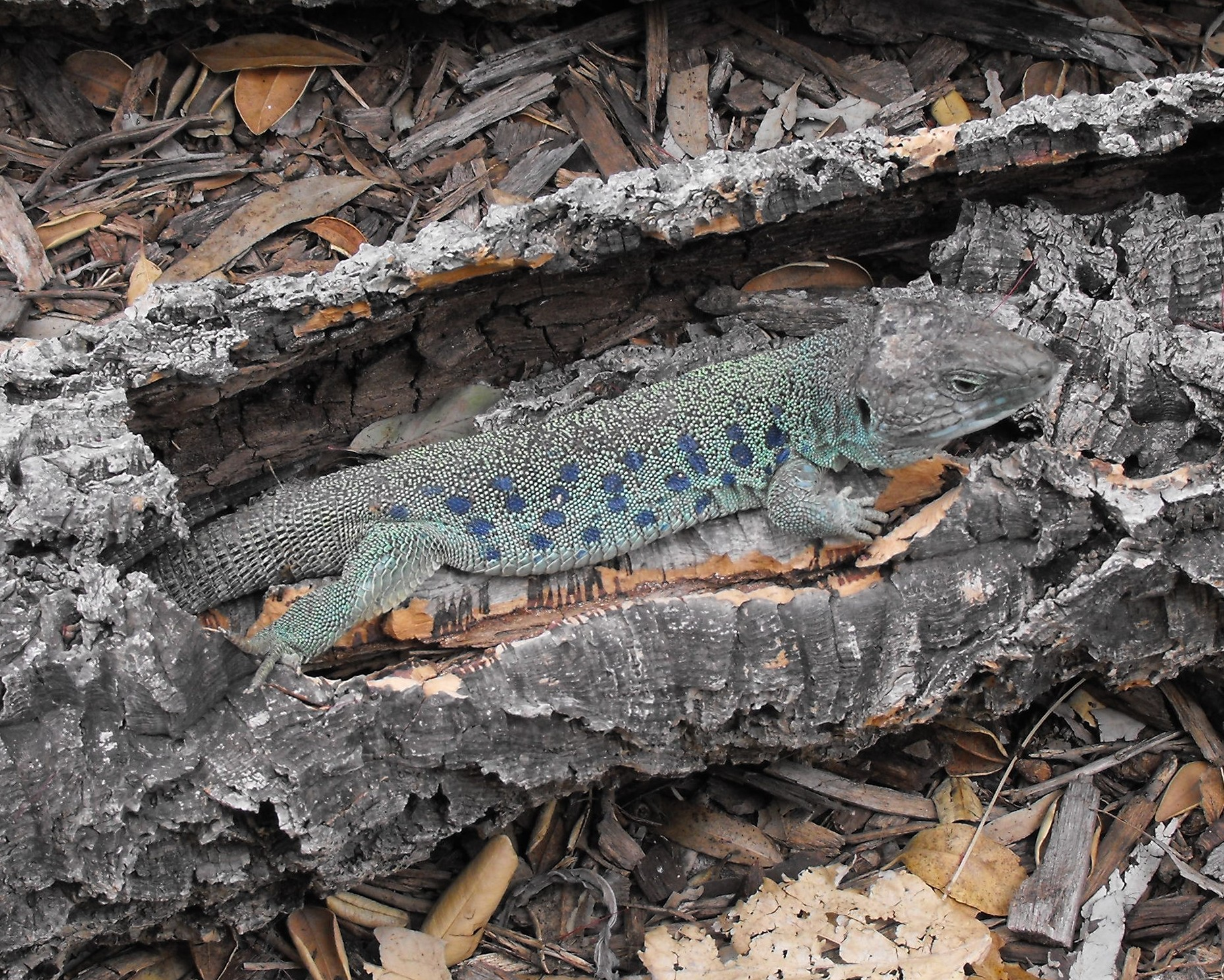
Lézard ocellé (Timon lepidus).
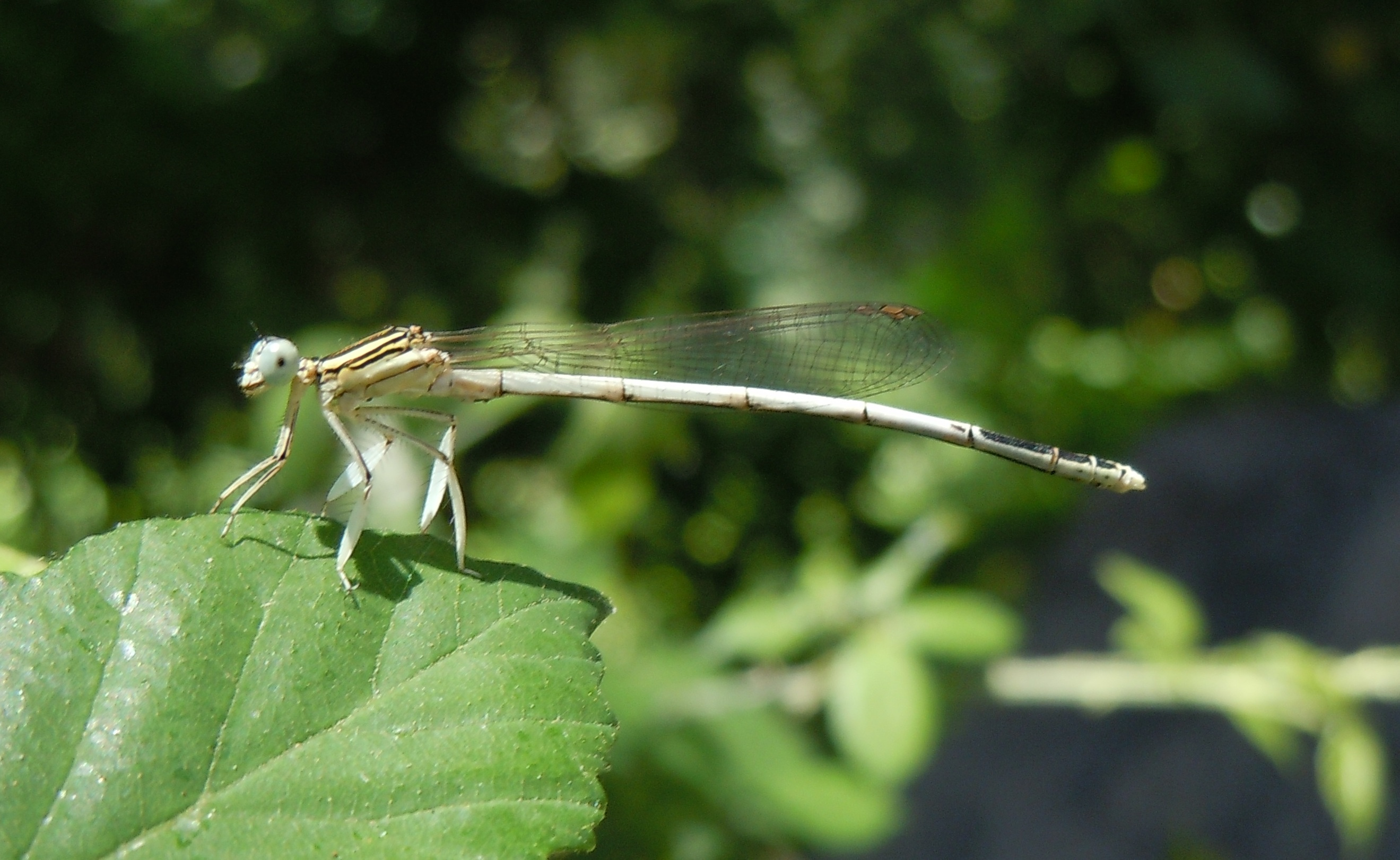
Agrion blanchâtre mâle (Platycnemis latipes).
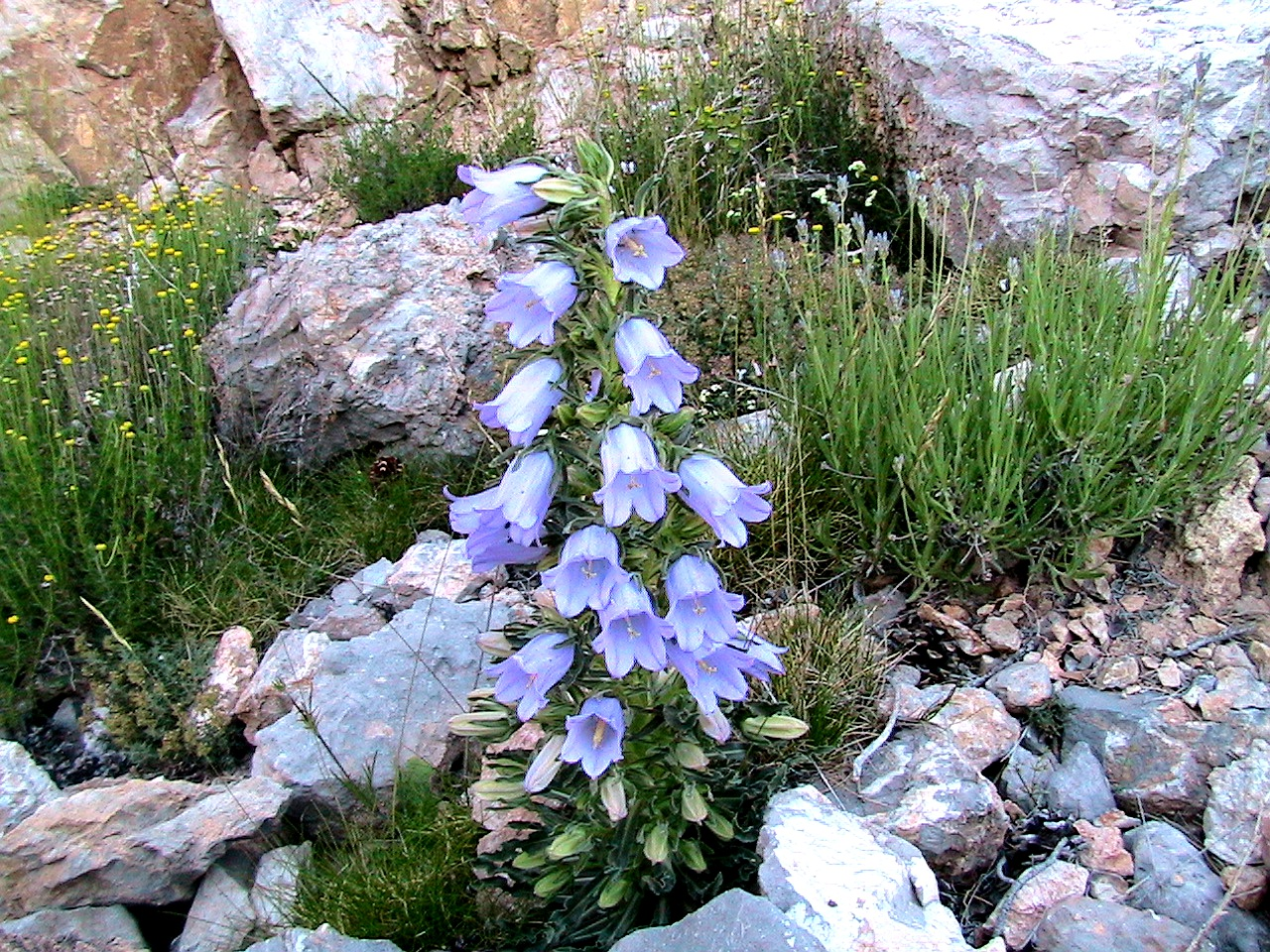
Campanule à belles fleurs (Campanula speciosa)[53].
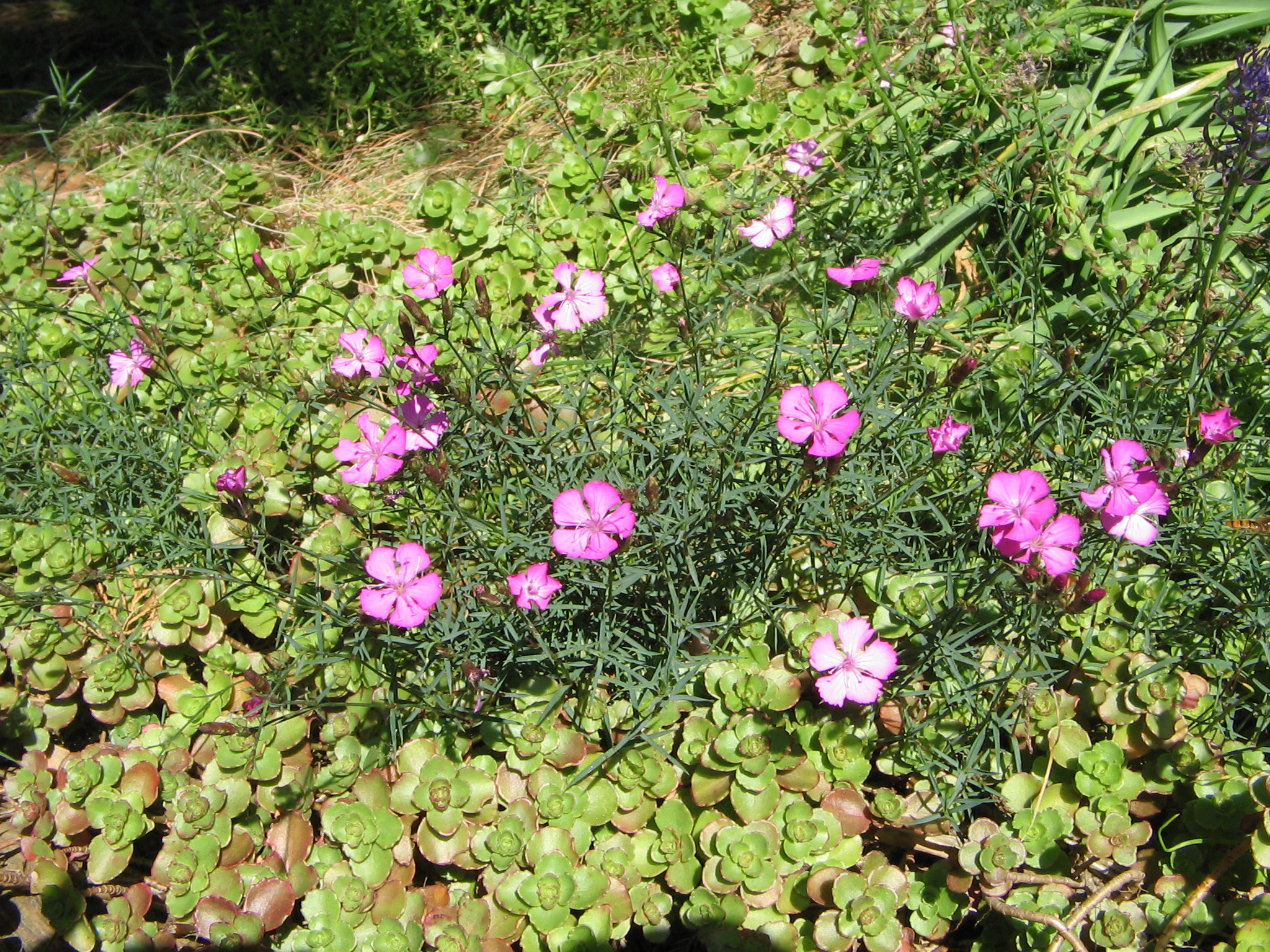
Œillet du granite (Dianthus graniticus).
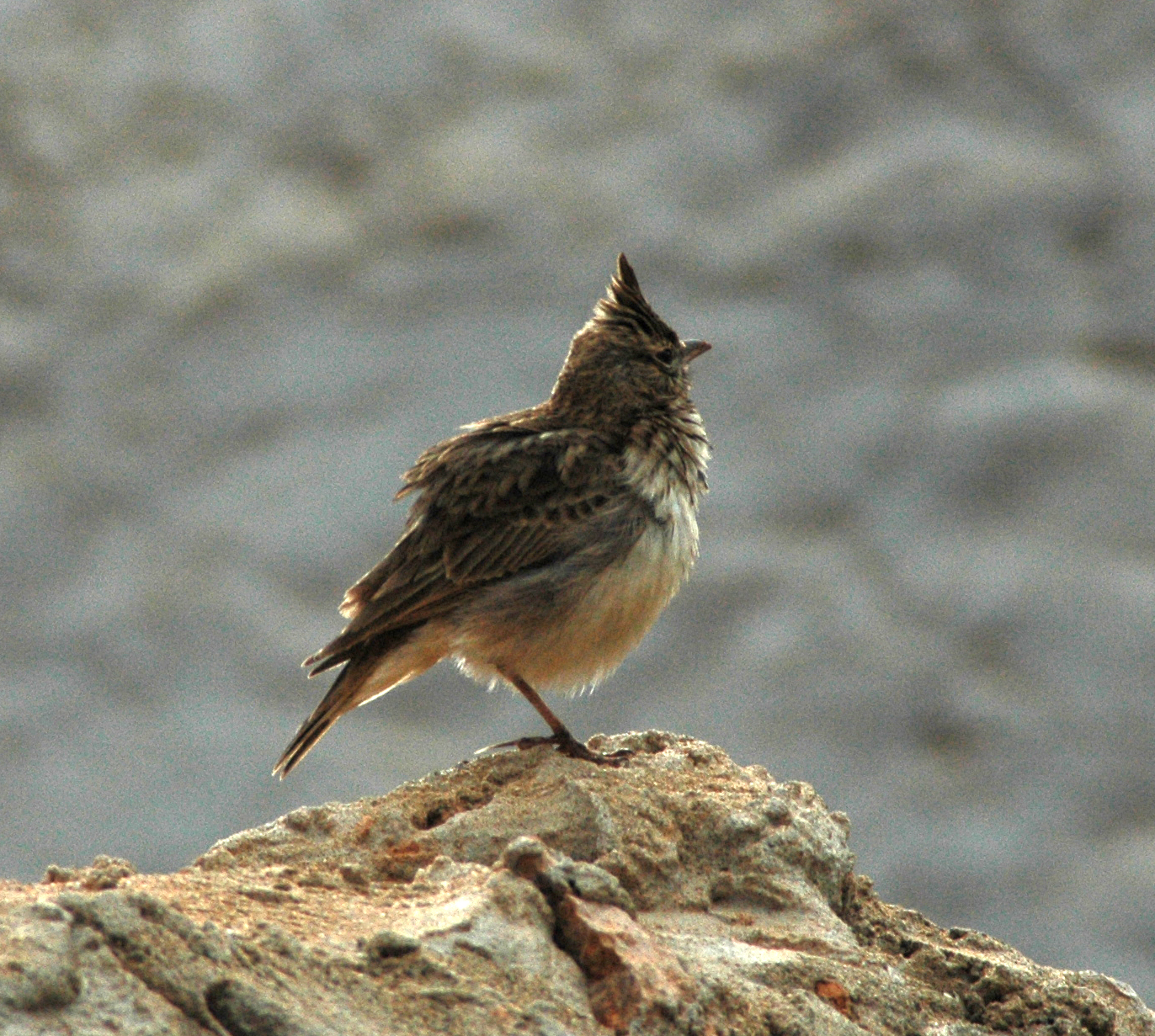
Cochevis huppé (Galerida cristata).
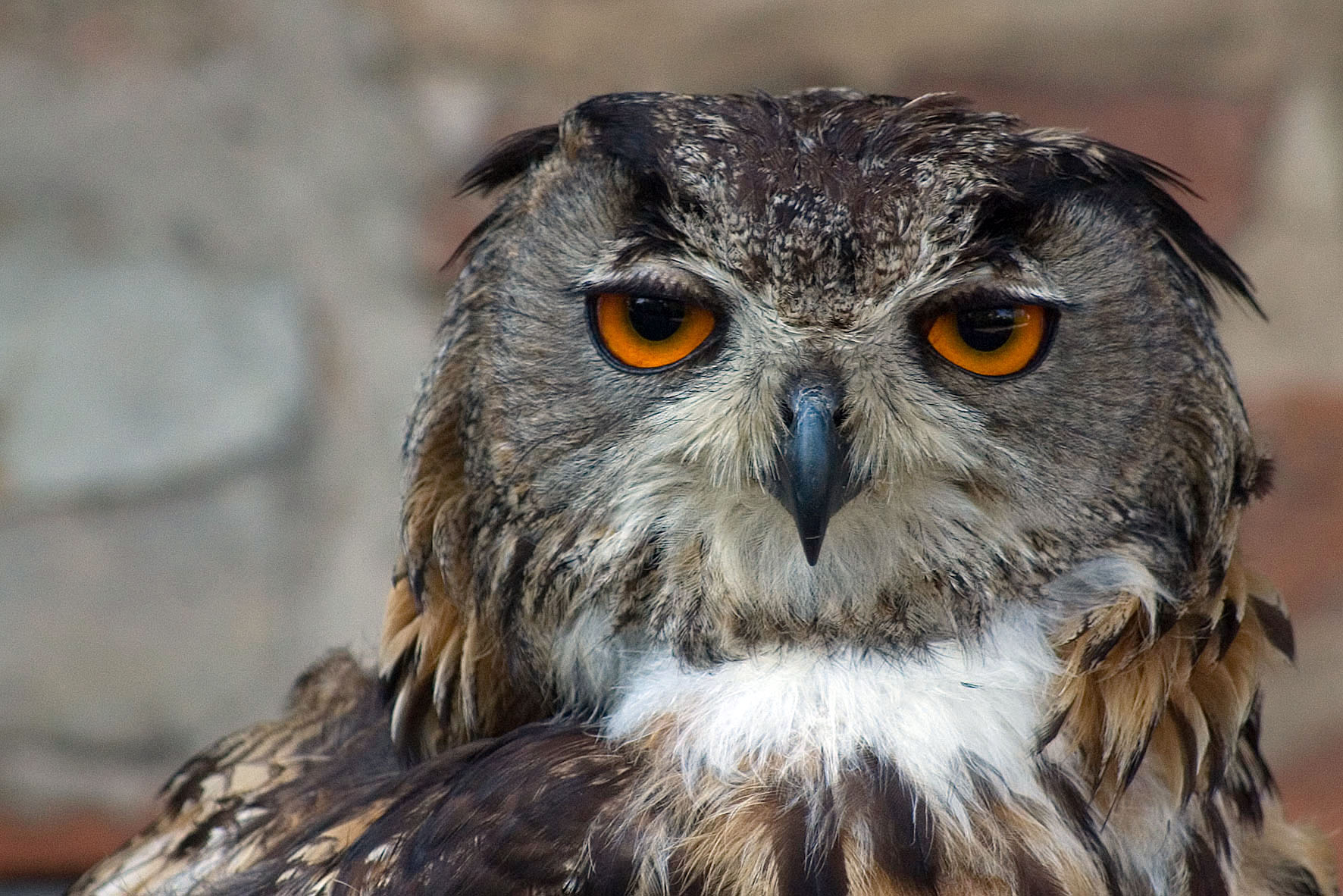
Hibou grand-duc (Bubo bubo).
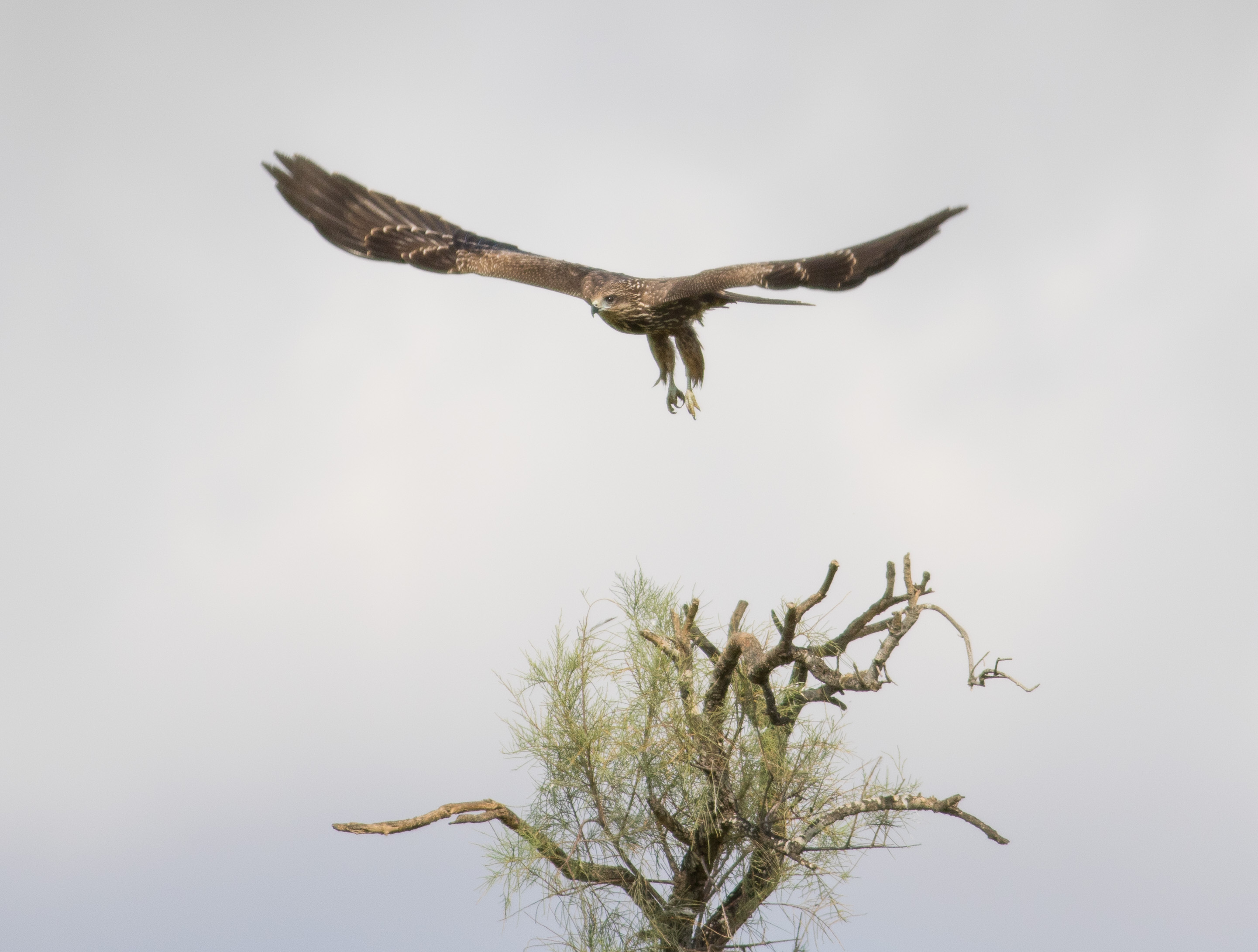
Milan noir (Milvus migrans).

### Personnalités liées à la commune
Sampzon est rattachée à la famille Tardy de Montravel par le mariage en 1780 de Marie-Rosalie Dorothée Pellier avec Louis-Damien Tardy de Montravel.
Robert Perlin (1925 - 2022), artiste peintre possédait une maison à Sampzon.

### Héraldique
| Blason de Sampzon | Blason  | Tiercé en pairle renversé : au 1er de gueules à la tour d'argent, maçonnée de sable, ouverte et ajourée du champ, au 2e d'or à l'épée basse de sable, au 3e d'azur au poisson d'argent.        |
| Blason de Sampzon | Détails | La tour évoque l'ancien château, l'épée représente saint Martin, patron de la paroisse et le poisson symbolise l'Ardèche. Création de Jean-François Binon adoptée par la municipalité en 2010. |